# Jelly Babies
Jelly Babies (дословно «Мармеладные младенцы») — популярная британская разновидность жевательного мармелада. Мармеладки имеют форму пухлых младенцев и окрашены в различные цвета. Впервые они были изготовлены в графстве Ланкашир, Англия, в девятнадцатом веке. В 1918 году семья Бассет из знаменитого своим производством ножей города Шеффилда в Йоркшире начала их массовое производство. 

## История
Самое раннее известное печатное упоминание мармелада Jelly Babies относится к 1885 году и содержится в рекламе лондонской кондитерской, располагавшейся неподалёку от Лондонского моста. Там Jelly Babies упоминаются среди многих других сладостей, однако, цена на них — по одному фартингу за штуку, предполагает, что они были намного больше, чем современные Jelly Baby.
По одной из версии, этот мармелад был изобретён в 1864 году австрийским иммигрантом, работавшим в Ланкашире, и первоначально продавался, как « невостребованные (брошенные) младенцы». В 1918 году компания Bassett's в Шеффилде, начиная выпуска мармелада, приурочила его начало к окончанию Первой мировой войны, обозначив свой продукт, как «Младенцы мира» (англ. Peace Babies). Во время Второй мировой войны их производство было приостановлено в связи с нехваткой продовольственных товаров, но после войны возобновлено. Только в 1953 году за мармеладом окончательно утвердилось название «Jelly Babies».

## Производство

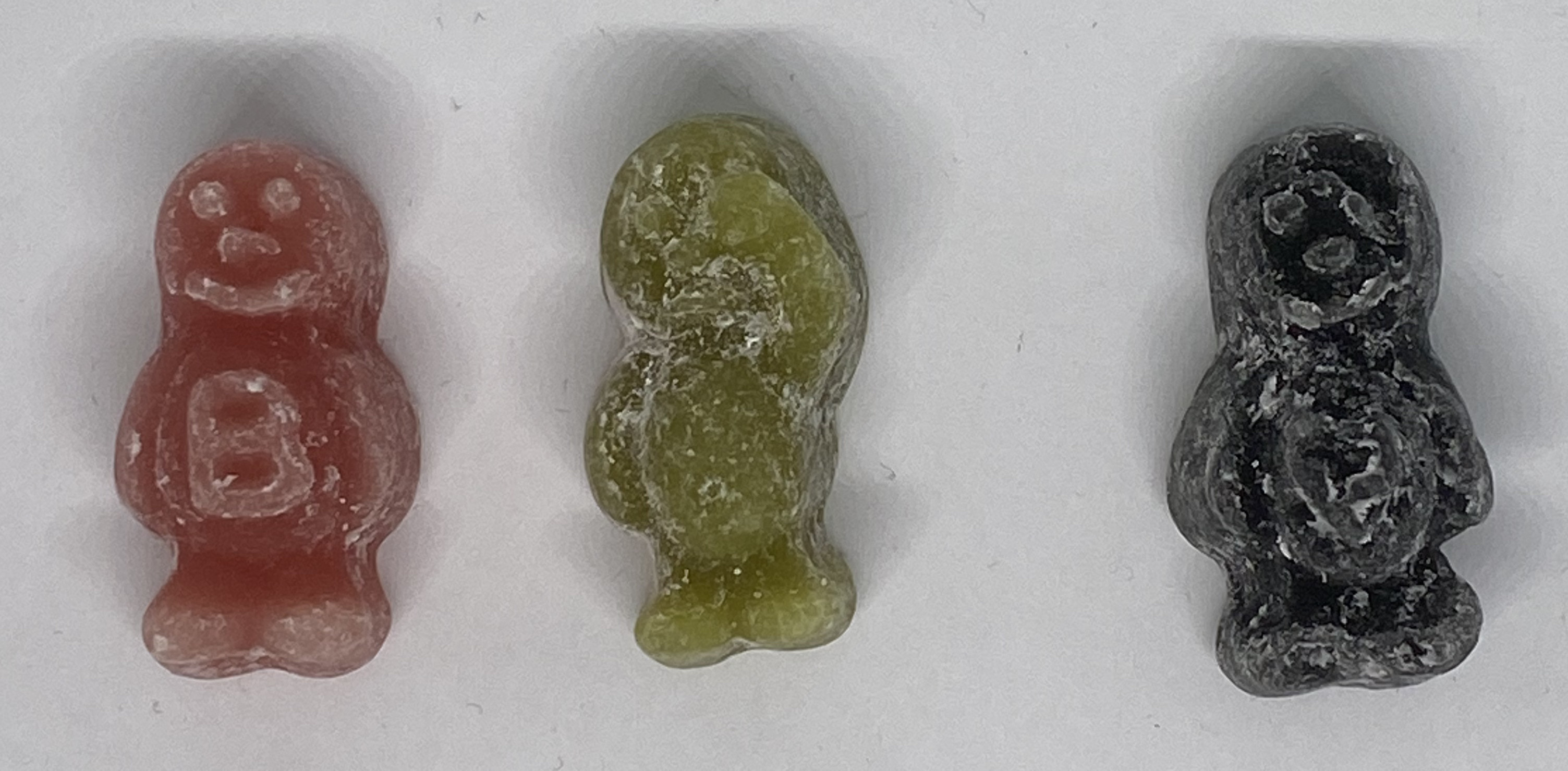
Мармеладные младенцы трёх разных цветов (и форм) от фирмы Bassett's.

Самым известным современным производителем этого мармелада по-прежнему остаётся фирма Bassett's. Эта компания теперь выделяет индивидуальное имя, форму, цвет и вкус для разных младенцев: Brilliant (красный; клубничный), Bubbles (желтый; лимонный), Baby Bonny (розовый; малиновый), Boofuls (зеленый, лаймовый), Bigheart (фиолетовый; черносмородиновый) и Bumper (оранжевый, апельсиновый). Это изменение было введено примерно в 1989 году, до этого младенцы всех цветов выглядели абсолютно одинаково. В 2007 году компания Bassett's заявила, что отныне переходит к производству мармелада с использованием только натуральных ингредиентов.
Кроме компании Bassett's,  мармелад Jelly Babies сегодня производят и многие другие британские компании, а некоторые британские сети супермаркетов имеют собственные марки такого мармелада.
Jelly Babies, производимые в Великобритании, как правило, посыпаются крахмалом, который остается после производственного процесса, где он используется для облегчения высвобождения  мармелада из формы. Jelly Babies, производимые в Австралии, обычно не имеют этого покрытия. Как и большинство других мармеладных конфет, Jelly Babie содержат желатин — продукт животного происхождения.

## В массовой культуре

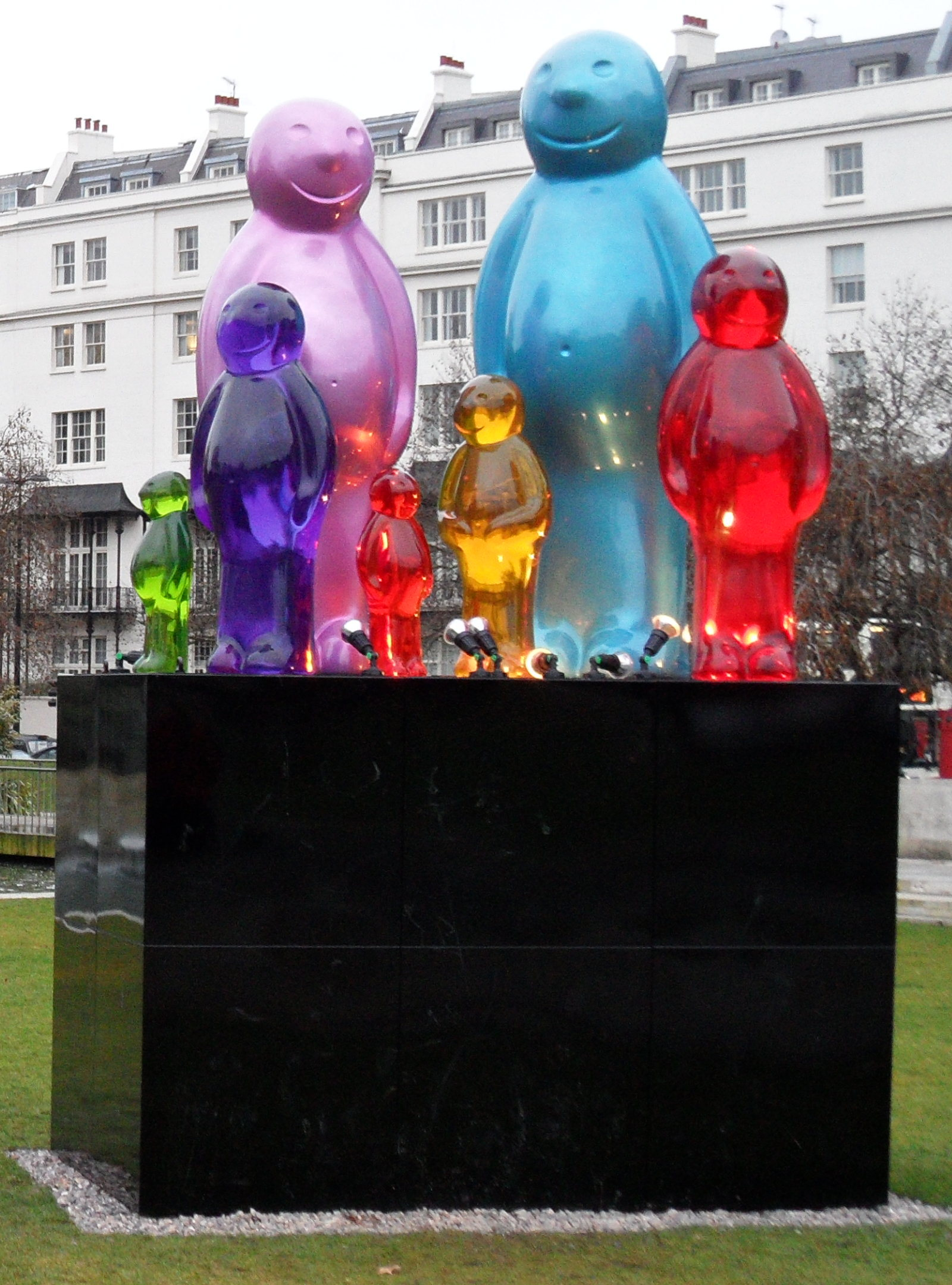
Временная скульптура «Семья мармеладных младенцев» скульптора Мауро Перучетти в Лондоне неподалёку от Мраморной арки, 2011 год.

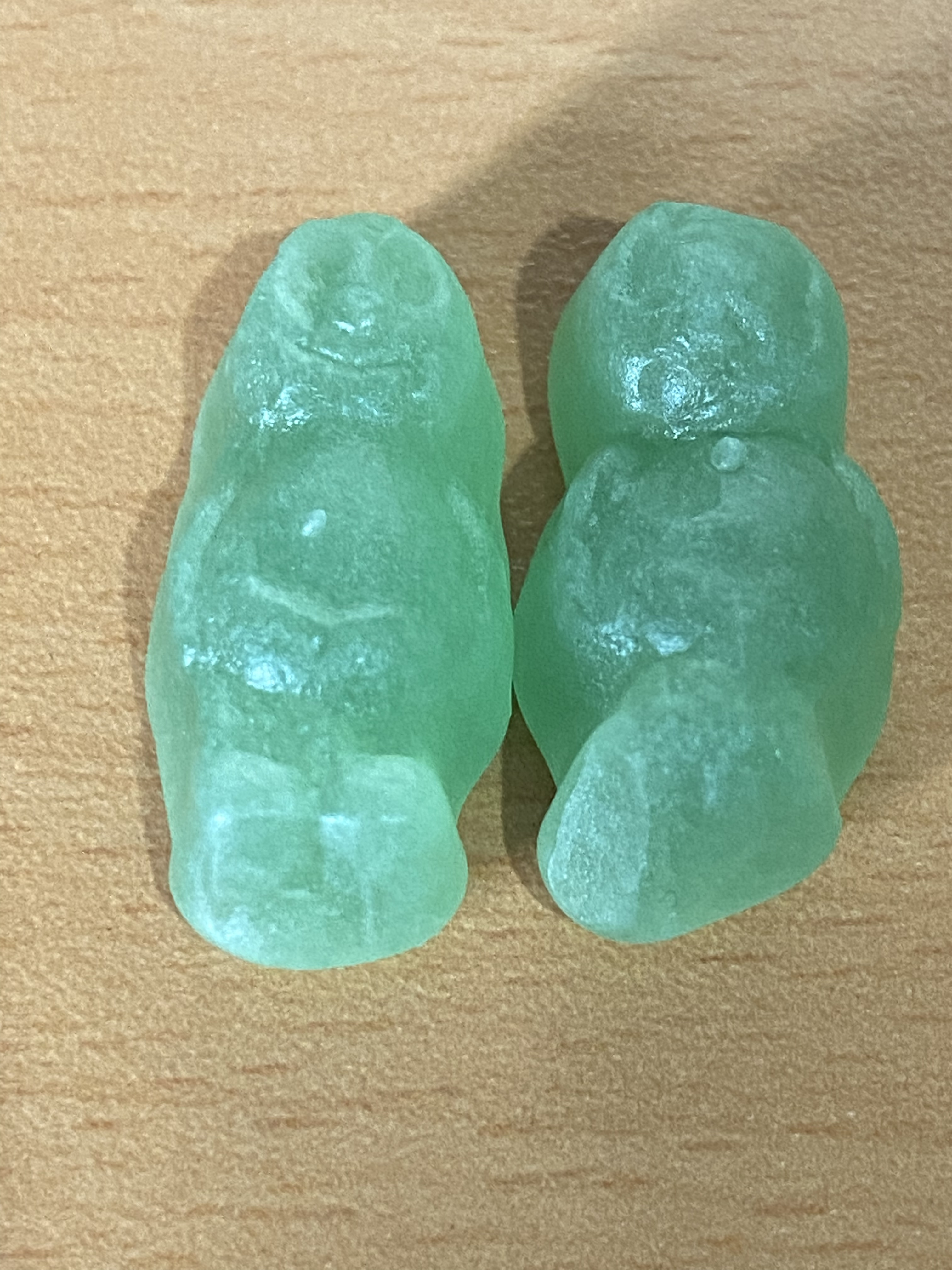
Мармеладные младенцы одного из цветов производства немецкой мармеладной корпорации Haribo.

В эпоху Битломании мармелад Jelly Babies ассоциировался с группой The Beatles, так как считался любимой сладостью гитариста Джорджа Харрисона. На концертах The Beatles по всей Великобритании фанатки из зала бросали на сцену мармеладных младенцев. Когда The Beatles впервые прибыли на гастроли в Соединённые Штаты, где такого мармелада не было, местные фанатки быстро нашли ему замену и стали бросать в музыкантов куда более твёрдые мармеладные бобы (англ. jelly beans).
В сериале «Доктор Кто» мармелад Jelly Babies упоминался, как любимая еда Доктора, главного героя сериала. Впервые в их употреблении был замечен Второй Доктор, однако особенно часто их ел и предлагал другим персонажам Четвёртый Доктор, а затем эту традицию продолжило большинство последующих.
В серии книг о Плоском Мире Терри Пратчетта, существует страна Джелибейби (англ. Djelibeybi) — каламбур, отсылающий к этому мармеладу. У Терри Пратчетта это название означает «Дитя (реки) Джель» и обозначает страну, служащую пародией на Древний Египет. Джелибейби является основным место действия романа «Пирамиды» из цикла о Плоском Мире. 
Существует популярный в англоязычных странах школьный химический эксперимент, состоящий в том, чтобы поместить мармеладного младенца в сильный окислитель.
В фильме 2018 года «Агент Джонни Инглиш 3.0» главный персонаж (которого играет актёр Роуэн Аткинсон, особенно известный по сериалу «мистер Бин») несет с собой коробку мармеладных младенцев, однако, на самом деле это замаскированные взрывчатые вещества, которые должны взорвать того, кто их ест. 
Австралийская певица Элисон Хэмс в мае 2013 года выпустила  песню «Jelly Baby Song», как способ повышения осведомленности о диабете 1 типа для JDRF Australia ( Фонд исследований детского диабета), который продаёт мармеладных младенцев в специальных упаковках, в рамках своей ежегодной благотворительной кампании «Месяц мармеладных младенцев».
Опрос, проведённый в 2009 году среди 4 000 взрослых британцев, показал, что мармелад Jelly Babies оказался на шестом месте по частоте упоминания среди названных ими любимых сладостей.